# Esteban Varas
Esteban Varas Rocco es un exfutbolista profesional chileno que se desempeñaba como volante. En los primeros años de su carrera, tuvo destacadas actuaciones en Universidad Católica, su club formador, donde festejó el título de Primera División 1966.

## Trayectoria
En Universidad Católica, Varas compartió con jugadores como Alberto Fouillioux, Eleodoro Barrientos, Néstor Isella, Juan Barrales, Juan Herrera, René Hormazábal, Mario Aguilar, Alberto Jeria, Fernando Ibáñez, Armando Tobar y Julio Gallardo. En la campaña del Torneo oficial 1966, se consagró campeón por primera vez en la División de honor. El volante jugó en 12 partidos. Además, fue una de las figuras más destacadas en el tetracampeonato ganado por el equipo reserva entre 1964 y 1967.
Jugando por Católica en Copa Libertadores, convirtió a Palmeiras, en la edición de 1968, y a Juan Aurich, en la de 1969, entre otros rivales.
Tras abandonar su club de origen, Varas se desempeñó en Deportes Concepción, Ñublense, Antofagasta, Bolívar, y nuevamente en Antofagasta, donde dejó el fútbol profesional en 1977.

## Palmarés

### Torneos nacionales de reservas
| Título             | Equipo               | País  | Año  |
| ------------------ | -------------------- | ----- | ---- |
| Torneo de Reservas | Universidad Católica | Chile | 1964 |
| Torneo de Reservas | Universidad Católica | Chile | 1965 |
| Torneo de Reservas | Universidad Católica | Chile | 1966 |
| Torneo de Reservas | Universidad Católica | Chile | 1967 |

### Torneos nacionales
| Título           | Club                 | País  | Año  |
| ---------------- | -------------------- | ----- | ---- |
| Primera División | Universidad Católica | Chile | 1966 |